# Jacob Andreæ

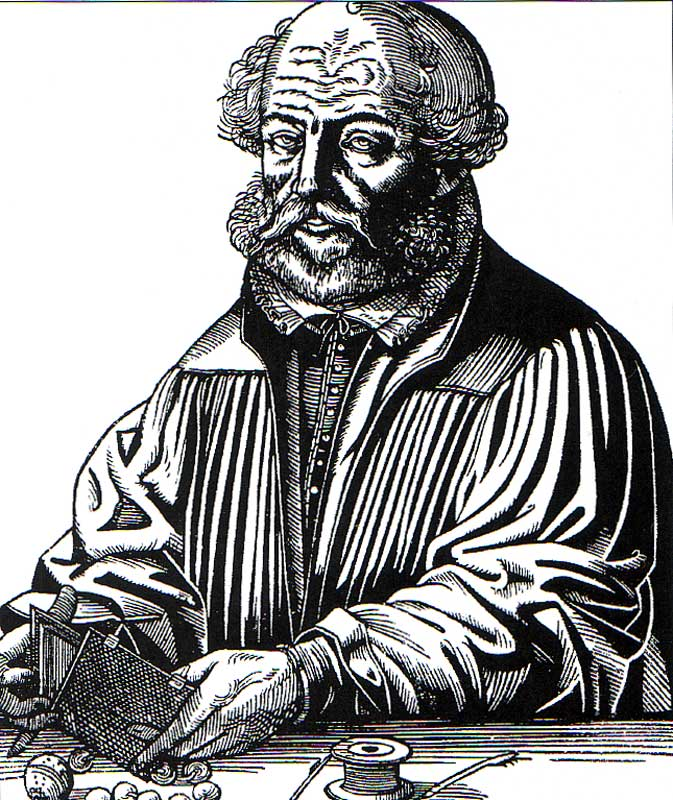
Jacob Andreæ

Jacob Andreæ, född den 25 mars 1528, död den 7 januari 1590, var en tysk teolog, far till Johannes Andreæ, farfar till Johann Valentin Andreæ.
Andreæ var professor och kansler vid universitetet i Tübingen och deltog på det verksammaste i sin tids teologiska stridigheter och förde med mycken framgång den lutherska lärans talan. Sin största ryktbarhet vann Andreæ genom den bekanta Konkordieformeln (Formula concordiæ), i vars författande och genomförande han hade huvudsaklig del. Han författade mer än 150 skrifter och var en av 1500-talets främsta och inflytelserikaste teologer.